# Ново-Баварський проспект
Ново-Баварський проспе́кт (до 2015 року — проспект Ілліча) — проспект, розташований у Новій Баварії у Новобаварському районі Харкова. Центральний проспект Нової Баварії. Довжина майже чотири кілометри. Починається біля стадіону «Геліос-Арена», перетинає вулицю Герцена, Щигрівську, Лисенка, Конотопську, Археологів, Клавдії Шульженко, проспект Дзюби та упирається в Кільцеву дорогу. В проспект втикаються в'їзд Старосільський та Кольцова, вулиці Китаєнка, Петра Свинаренка, Посольська, Врубеля, Третя, Четвертий провулок, вулиці Лекторська та Харитоненків, Пархомівський провулок, вулиця Катаєва та Маргариновий провулок.

## Опис
Починається проспект коло стадіону «Геліос-Арена» і залізничної платформи «Липовий Гай». До перетину з вулицею Китаєнка, яка фактично ділить проспект на дві частини з обох сторін розташована приватна забудова, крім кількох виключень. На перетині з вулицею Китаєнка формується фактичний центр Нової Баварії, де розташований культурно-діловий центр «Нова Баварія», Ново-Баварський парк, невеличкий ринок, відділ поліції, крамниці тощо. Через це перехрестя проходять усі тролейбусні і автобусні маршрути, які проходять через Нову Баварію.
Після вулиці Китаєнка з парної сторони до третьої лікарні забудова багатоповерхова (від 5 до 10 поверхів), з непарної — нежитлова забудова: Супермаркет, спортивно-готельний комплекс, школа. Від лікарні з парної сторони кілька приватних будинків, а далі до кінця проспекту — промислова забудова. З непарної сторони спочатку йдуть 6 хрущовок. Далі проспект ділиться. Основна частина проспекту продовжується, а, приблизно, в 100 метрах з парної сторони паралельно йде невелика дорога, яка фактично є частиною проспекту. Між цими частинами проспекту знаходиться невеликий сквер. З парної сторони цієї дороги розташовується багатоповерхова забудова 2-5 поверхів. Крім того розташований 9-ти поверховий гуртожиток. На перетині з проспектом Дзюби, замість скверу розташоване тролейбусне кільце, кінцева зупинка 2 тролейбусних маршрутів і 3-х маршрутних таксі. Крім того сквер розрізає вулиця Катаєва. Інші вулиці і провулки закінчуються на перетині з цією невеликою дорогою.

## Галерея

Спорткомплекс Етуаль
Супермаркет Дарс

### Пам'ятники
В Ново-Баварському парку, одразу за палацом, раніше знаходився пам'ятник Максиму Горькому.
Перед будівлею культурно-ділового центру «Нова Баварія» знаходився пам'ятник Володимиру Леніну. Цікавий факт, що став приводом для жартів місцевого населення — «великий вождь», стоячі у позі, в якій його зазвичай зображали радянські пропагандисти, вказував рукою на гастроном.
10 вересня 2014 року кам'яному ідолові хтось відбив голову, але місцеві комуністи зібрали гроші і відновили Леніна.
Та врешті-решт, ця скульптура була знесена невідомими харків'янами в ніч на 7 жовтня 2014 року, під час так званого «Ленінопаду». Кам'яному вождеві пролетарів накинули на шию трос і попрохали водія вантажівки найближчого супермаркету «АТБ» потягти Ілліча, прив'язавши трос до авто. Відірвалася і впала з арматури голова, а основна частина встояла та була демонтована пізніше. Процес повалення пам'ятника було знято на відео і викладено в мережу інтернет.